# Phalanta eurytis
Phalanta eurytis là một loài bướm ngày thuộc họ Nymphalidae. Nó được tìm thấy ở tropical Africa, Ethiopia và Sudan.
Sải cánh dài 40–45 mm đối với con đực và 43–48 mm đối với con cái. Con trưởng thành bay quanh năm nhiều nhất vào từ tháng 1 đến tháng 6.
Ấu trùng ăn Dovyalis rhamnoides, Dovyalis caffra, Populus, Trimeria, Maytenus và Salix species.

## Phụ loài
- Phalanta eurytis eurytis (Tropical Africa)
- Phalanta eurytis microps (Rothschild & Jordan, 1903) (Ethiopia, Sudan)